# Chiesa di San Clemente (Cesara)
La chiesa di San Clemente è la parrocchiale di Cesara, in provincia del Verbano-Cusio-Ossola e diocesi di Novara; fa parte dell'unità pastorale di Omegna.

## Storia
In origine Cesara dipendeva dalla pieve di San Giulio, ma poi nel Duecento passò sotto la giurisdizione della chiesa di San Filiberto di Pella.
Nel Cinquecento la chiesa di San Clemente, all'inizio in stile romanico, venne interessata da un intervento di rimaneggiamento e nel secolo successivo si provvide a costruire il portico; la parrocchia fu eretta nel 1607.

## Descrizione

### Esterno

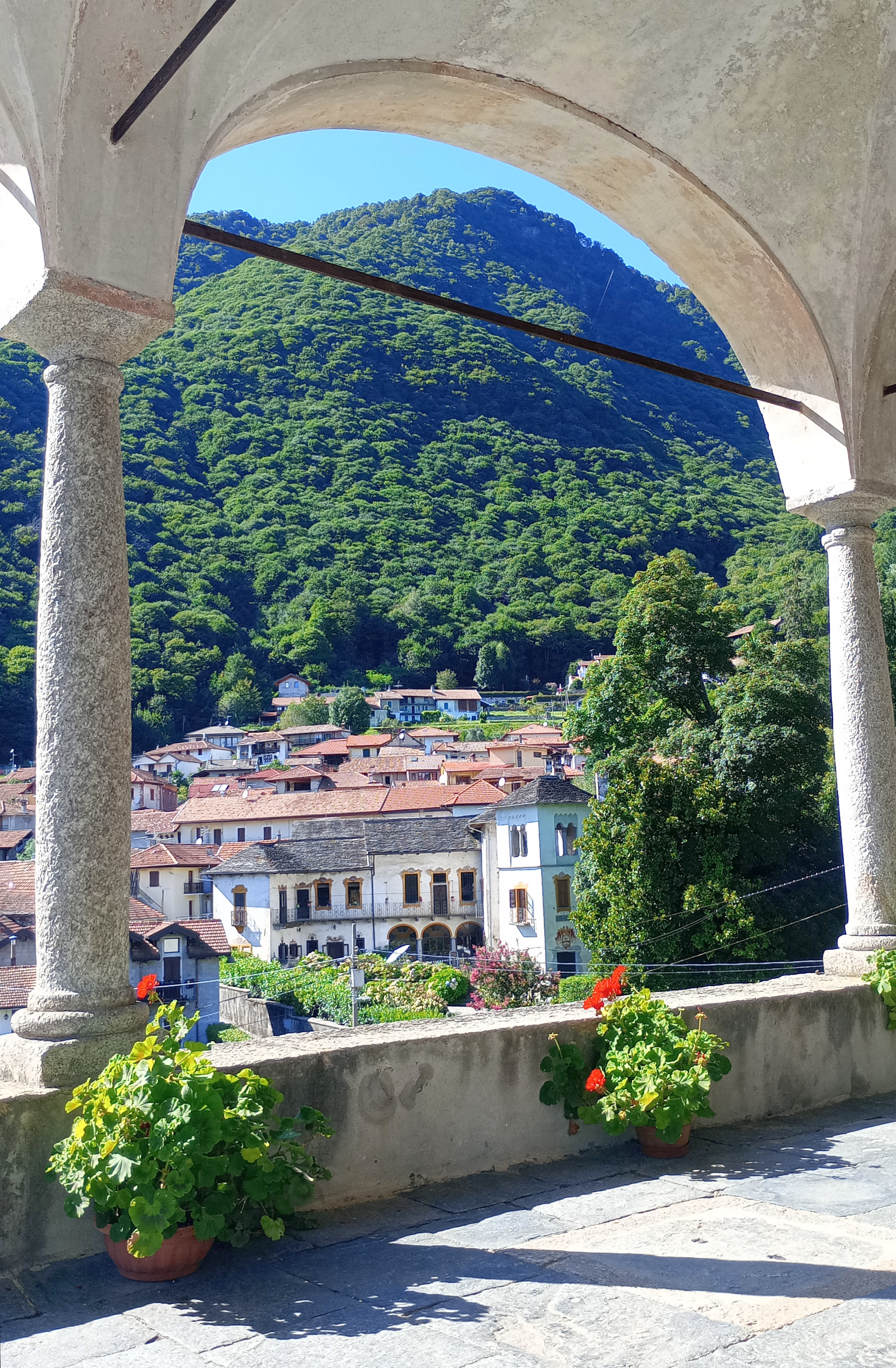
Vista del Monte Mazzone dal porticato della chiesa

La facciata a capanna della chiesa, rivolta a ponente e preceduta dal portico che si apre su archi sorretti da colonne, presenta centralmente il portale d'ingresso e ai lati due oculi, mentre sopra vi è una finestra murata.
Annesso alla parrocchiale è il campanile in pietra a pianta quadrata, costruito nell'XI secolo; la cella presenta su ogni lato una trifora ed è coronata dalla guglia a base ottagonale.

### Interno
L'interno dell'edificio si compone di tre navate, separate da colonne in sasso ricoperte di finto marmo; al termine dell'aula si sviluppa il presbiterio, ospitante l'altare maggiore e chiuso dall'abside poligonale.
Qui sono conservate diverse opere di pregio, tra le quali il polittico raffigurante San Clemente fra i Santi Pietro e Giovanni Battista, eseguito nel XVI secolo forse da Fermo Stella, il pulpito, costruito nel 1699, e le due tele ritraenti rispettivamente San Giovanni Battista e la Madonna del Rosario.